# Villa Urkupiña
Villa Urkupiña ist eine Ortschaft im Departamento Cochabamba im Tiefland des südamerikanischen Andenstaates Bolivien.

## Lage
Villa Urkupiña ist eine Siedlung im südlichen TIPNIS-Erschließungsgebiet des Municipio Villa Tunari in der Provinz Chapare. Der Ort liegt auf einer Höhe von 253 m am Fuß des Höhenzuges der Kordillere von Cochabamba am Kreuzungspunkt der Straße von Uncia nach Independencia, und der Straße von der Ortschaft Alaska in nordöstlicher Richtung in das TIPNIS-Gebiet.

## Geographie
Villa Urkupiña liegt am Nordostrand der Cordillera Oriental. Das Klima ist tropisch mit einem ausgeprägten Tageszeitenklima.
Die jährliche Durchschnittstemperatur im langjährigen Mittel liegt bei knapp 27 °C (siehe Klimadiagramm Villa Tunari), die Monatstemperaturen liegen zwischen gut 23 °C im Juli und knapp 29 °C im Dezember und Januar. Der Jahresniederschlag mit 2300 mm weist eine deutliche Regenzeit von Oktober bis April auf, mit Monatsniederschlägen zwischen 160 und 380 mm.

## Verkehrsnetz
Villa Urkupiña liegt in einer Entfernung von 257 Straßenkilometern nordöstlich von Cochabamba, der Hauptstadt des Departamentos.
Südlich von Villa Urkupiña führt die 1657 Kilometer lange Nationalstraße Ruta 4 vorbei, die das Land von Westen nach Osten durchquert. Sie führt von Tambo Quemado an der chilenischen Grenze über Cochabamba und Sacaba nach Villa Tunari und weiter über Santa Cruz nach Puerto Suárez an der brasilianischen Grenze. Zwei Kilometer östlich von Villa Tunari vor der Flussbrücke über den Río Chapare zweigt die Ruta 24 in nördlicher Richtung von der Ruta 4 ab und erreicht über Eterazama und Samuzabety nach 81 Kilometern Pueblo Nuevo Aroma. Zwei Kilometer hinter Pueblo Nuevo Aroma zweigt von der Ruta 4 eine unbefestigte Straße in nordöstlicher Richtung ab und erreicht nach elf Kilometern Villa Urkupiña.

## Bevölkerung
Die Einwohnerzahl der Ortschaft ist in dem Jahrzehnt zwischen den beiden letzten Volkszählungen auf das Dreifache angestiegen:
| Jahr | Einwohner         | Quelle       |
| ---- | ----------------- | ------------ |
| 1992 | keine Detaildaten | Volkszählung |
| 2001 | 217               | Volkszählung |
| 2012 | 668               | Volkszählung |
| 2024 |                   | Volkszählung |

Die Region weist einen deutlichen Anteil an Quechua-Bevölkerung auf, im Municipio Villa Tunari sprechen 83,5 Prozent der Bevölkerung Quechua.